# 修飾キー
修飾キー（しゅうしょくキー、英: modifier key：モディファイアキー）は、コンピュータのキーボードにおいて、他のキーの入力文字や機能を変えるために併用するキーのこと。なお、併用したキーの組み合わせ（例：Ctrl+A）をコンビネーションキーともいう。

## 修飾キーの種類
修飾キーには以下のようなものがある。カッコ内は刻印。
シフトキー (Shift, ⇧)
アルファベットの大文字や、通常と異なる記号を入力するためのキー。タイプライターに由来する。また、GUI環境ではファンクションキーやカーソルキーと併用してショートカットキーとして使われることもある。
コントロールキー (Control, Cntrl, Ctrl, Ctl, ⎈)
制御文字を入力するためのキー。GUI環境では、ショートカットキーとして使われることが多い。
メタキー (Meta, ◇, ◆)
主にUNIXワークステーションにあるキーで、MSBを立てるはたらきを持つ。たとえば'a'のASCIIコードは0x61であるが、メタキーを押しながらaを押すと0xE1が入力される。Emacsでは、各種のコマンドを入力するために使われる。
オルタネートキー (ALT, Alt, ALTernate,⎇)
AT互換機にあるキー。Metaキーに相当する。GUI環境では、ショートカットキーとして使われることが多い。また、Altキーを押しながらテンキーで文字コードを10進数で入力することにより、直接入力できない文字（主に1バイト文字）を入力することができる。古い日本IBMのキーボードでは「前面キー」という名称だった。
オルタネートグラフィックキー (AltGr)
欧州各国のPC用キーボードでは、右Altキーのかわりにこのキーがある。アクセント記号つき文字や各種記号などを入力するためのキー。具体的な組み合わせはキー配列によって異なるが、AltGr+Eでユーロ記号が入力できることが多い。
Windowsキー
90年代後半以降のAT互換機に見られるキーで、WindowsではOSに対するショートカットキーとして使われる。
オプションキー (option, ⌥)
Mac等のアップル製のハードウェアにあるキーで、AltGrキーと同様の機能をもつ。USBキーボードではAT互換機のAltキーと同一視されている。
コマンドキー (Command, ⌘)
Mac等のアップル製のハードウェアにあるキーで、ショートカットキーとして使われる。USBキーボードではAT互換機のWindowsキーと同一視されている。
グラフキー (GRPH, GRAPH)
PC-9800シリーズを筆頭として、昔の国産PCにあったキーで、主にスタンドアロンBASIC環境下で機種依存の図記号や罫線素片を入力する。MS-DOS全盛期以降は、本来の用途と無関係に、Altキーの代用としてショートカットキーに使われるようになった。
USBキーボードでは、修飾キーとしてシフトキー・コントロールキー・Altキー（オプションキー）・GUIキー（Windowsキー・コマンドキー）が定義されている。
Symbolicsのキーボードには、メタキーに加えてスーパーキー・ハイパーキーも存在していた。環境によってはWindowsキーがスーパーキーになる。
Linuxでは、Windowsキーやコマンドキーなどはスーパーキー と呼ばれ、画面効果などの操作に使われる。
MSX規格のキーボードには、他の規格のキーボードには見られないストップキー(STOP)、セレクトキー(SELECT)が存在していた。
ストップキー(STOP)は、MSX-BASICでプログラムの一時停止（PAUSE）に使用され、セレクトキー(SELECT)は、それを使うゲーム、または選択として使用された。

## 修飾キーの表記

### キー操作の表記
修飾キーを用いたキー操作を表記する場合、通常はプラスまたはハイフンで連結して「Ctrl+A」「Alt-F4」「Ctrl+Alt+Delete」のような表記が使われる。
また、コントロールキーについては、ハット（キャレット）を用いた「^C」のような表記（キャレット記法）が古くから存在する（古いコンピュータでは、ハットを↑と表示するものがあり、その影響で「↑C」のように表記している書籍もあったが、今日ではほとんどみられない）。
Emacsでは、コントロールキーについて「C-a」、メタキーについて「M-p」、併用する場合「C-M-x」のような独自の表記を用いる。

### キートップの刻印
キートップの刻印に修飾キーの効果を示す際に、一般に、以下のような2種類のスタイルが存在する。
| 英字   | 数字・記号 | 数字・記号(シフト) | カナ   | カナ(シフト) |
| ------ | ---------- | ------------------ | ------ | ------------ |
| 左寄り | 左寄り     | 上寄り             | 下寄り | 右寄り       |
| 左上   | 左下       | 左上               | 右下   | 右上         |

```
┌───┐┌───┐
│　　　││　＃　│
│Ｑ　　││３　ぁ│
│　た　││　あ　│
└───┘└───┘
```

```
┌───┐┌───┐
│Ｑ　　││＃　ぁ│
│　　　││　　　│
│　　た││３　あ│
└───┘└───┘
```

特殊キーでは、シフトキーを使わない場合の機能はキートップの下寄りに、シフトキーを使う場合の機能は上寄りに表記される（単にスペースの都合で2行に折り返されているものを除く）。
```
┌────┐┌────┐
│CapsLock││カタカナ│
│　　　　││　　　　│
│英数　　││ひらがな│
└────┘└────┘
```

また、AT互換機のキーボードでは、一部の機能でAltキーを必要とするものがあり、そのようなものはキーの前面に緑色（Altキーの刻印と同じ色）で表記される。
```
┌───┐┌───┐┌────┐┌──────┐┌────┐
│Print ││半角／││カタカナ││前候補　　　││CapsLock│
│Screen││全角　││ひらがな││変換(次候補)││英数　　│
├───┤├───┤├────┤├──────┤├────┤
│Sys Rq││漢字　││ローマ字││全候補　　　││漢字番号│
└───┘└───┘└────┘└──────┘└────┘
```

また、AT互換機のキーボードでは、一部の機能でCtrlキーを必要とするものがあり、そのようなものはキーの前面に黒色（Ctrlキーの刻印と同じ色）で表記される。
```
┌───┐
│　　　│
│Pause │
├───┤
│Break │
└───┘
```

## 類似の機能をもつキー

### ロックキー
修飾キーと類似の概念として、ロックキー（CapsLockキー、NumLockキーなど）がある。ロックキーは、押すたびにオンとオフが切り替わり、オンの状態で修飾キーと類似したはたらきをする。
ただし、修飾キーと異なり、ショートカットキーとして使われることはない。

### アクセント符号の入力
また、ロックキーと似ているが、直後の1〜2打鍵にのみ影響するものもある。
とくに、欧州各国のキーボードでは、アクセント符号つき文字やウムラウトの入力のため、以下のような機能を持つものが多い。
コンポーズキー (Compose, Comp)
後続のアルファベットとアクセント記号（と似た形の記号）を合成するよう指示するためのキー。たとえば、「Compose」「a」「'」の順に入力すると「á」が入力される。
デッドキー
アクセント記号（と似た形の記号）のキーに結合文字に似た役割を持たせる。たとえば、「^」「a」の順に入力すると「â」が入力される。最初の記号を入力した時点では、何も入力されていないように見えるので、このような記号キーをデッドキー (dead key) と呼ぶ。デッドキーという名称の特定のキーが存在しているわけではない。

## アクセシビリティ
修飾キーは二つのキーを同時に押す必要があるが、四肢に障害のあるユーザにはこれが困難な場合がある。
そのため、近年のOSは、修飾キーをロックキーのように動作させる設定を備えているものがある。